# Погожева Наталія Григорівна
Погожева Наталія Григорівна (нар. — 13 серпня 1962 року у Хмельницькій області, Україна) — кандидат економічних наук, громадський діяч у галузі інституційної, аграрної та освітньої політики. 
Виконувачка обов'язків скарбника та координаторка по Україні міжнародної неурядової організації "Всесвітня академія мистецтв і наук" (WAAS). Академія служить форумом для відповідальних діячів мистецтва та науковців, які присвячують себе вирішенню нагальних проблем, що стоять перед людством та має спеціальний консультативний статус при Економічній та соціальній раді ООН (ЕКОСОР) та консультативний статус при ЮНЕСКО.
Генеральний директор, віце-президент Української аграрної конфедерації (2005), співзасновник Українського клубу аграрного бізнесу (2007). Ініціатор розробки концепції з модернізації системи освіти в Україні.
Працювала радником з інституційної розбудови та регуляторної політики в Грузії, Мадагаскарі та Маврикії.
Народилася в Хмельницькій області. У 1984 році закінчила Українську аграрну академію з відзнакою. У 1990 році захистила кандидатську дисертацію на тему: «Особливості управління диверсифікованим виробництвом».
У 1992–1993 роках здобула ступінь магістра ділової адміністрації Міжнародного інституту менеджменту.

## Професійна діяльність
1991–1992 викладала підприємництво та управління на факультеті менеджменту в Українській аграрній академії.
1990 — 1994 — консультант українських сільськогосподарських підприємств з питань реформування та менеджменту.
1995—1996 — консультант та керівник проектів з питань реструктуризації великих господарств та земельної реформи в Україні Міжнародної фінансової корпорації. Зокрема, працювала над системою кооперації компанії «Чумак» з фермерськими господарствами Херсонської області та розробкою стратегії реформування колгоспів у Донецькій області.
1996 — 2005 — керуючий партнер ТОВ «ПроКонсалт» та ТОВ «МПР Консалт», підприємств, що надавали послуги стратегічного консалтингу в аграрній сфері. Працювала з міжнародними організаціями, зокрема, була нагороджена почесною грамотою президента ЄБРР за організацію Щорічної зустрічі ЄБРР в 1998 році.
2007 — 2010 — генеральний директор ТОВ «ДУКАТТ» — центру, де пройшли навчання з аграрних технологій понад 3000 осіб.
2011–2015 — член правління Асоціації регіонального розвитку.
З 2016 — керівник та ідеолог ініціативи Green Education Ukraine, спрямованої на зміну підходів до стандартів освіти в Україні.

## Громадська та наукова робота
1996 — радник з питань розробки політики аграрної реформи в Україні при Міжнародному комітеті з економічних реформ та кооперації.
2005 — віце-президент, генеральний директор Української Аграрної Конфедерації, член урядового Комітету з сільського господарства.
2005—2006 — член Ради підприємців при Кабінеті Міністрів України.
2007 — разом з Алексом Ліссітсею заснувала Клуб аграрного бізнесу України.
2008–2009  - викладач з лідерства, емоційної інтелігентності та корпоративного управління Університету Крок.
У 2013 році брала участь у восьмому семінарі «Відповідальне лідерство» київського Інституту Аспен.

#### Публікації
Наталя Погожева є автором десятків наукових публікацій та досліджень, опублікованих українською, російською та англійською мовами. Ключові з них:
1997 –  Pogozheva N.; Chenard G.: Cereals sector reform in Ukraine: policies, methods and results. Cereals sector reform in the former Soviet Union and Central and Eastern Europe. CAB International, UK.
2016 — «DETOX. Розмови з філософом: ресентимент та політика» у співавторстві з Сібе Шаап, де піднята проблема детоксикації українського суспільства після Майдану, тобто необхідності очищення від популізму.